# 山口智美 (タレント)
山口 智美（やまぐち さとみ、1985年6月21日 - ）は、佐賀県・嬉野市（旧・塩田町）出身のタレント、モデル。
ブライズヘッド所属。

## 人物
- 佐賀県生まれ。
- 趣味は和太鼓とドラム。特技は、書道(8段)と卓球(九州大会出場)。

## 出演
DVD

- 「リアルオーディション Girls 〜映画女優〜」(2008年)
- 「リアルオーディション Joshi 〜マルチタレント〜」(2009年)
- 1stイメージ「Fine day　〜智美のち晴れ〜」(2010年)

映画
- 「桔梗のお鏡」（短編映画プロジェクト）主演：金森鏡子役　※2011年夏以降公開

雑誌
- 『特撮新鮮組DX』(2011年9月号、BeeMINEのメンバーとして)

WEB
- ウェザーニューズ おは天 第11期キャスター（九州・沖縄エリア）
- アキバ系BBチャンネル「バンドル〜Road to live debut」
- アキバ系BBチャンネル「バンドル2〜Road to major debut」
- アキバ系BBチャンネル「BeeMINEのおしゃべりレディオタイム」
- 全日本空輸「旅ガール」(佐賀県代表)